# Alawar
Alawar es una desarrolladora, distribuidora y editora de videojuegos para PC, plataformas móviles, consolas y otros dispositivos. Sus principales áreas de actividad son juegos mid-core para jugadores experimentados, así como títulos casual descargables y free to play para PC, Mac, iOS, Android, Playstation, Xbox, redes sociales y otras plataformas.
Sus juegos han vendido más de mil millones de copias en más de 100 países y han sido traducidos en 10 idiomas. 
Alawar lanza de 10 a 15 proyectos nuevos al año, tanto casual como mid-core, y de estudios internos y externos. El cuartel general de la empresa se encuentra en Novosibirsk y da empleo a más de 50 personas. 
Desde 2015, Alawar organiza prácticas de empresa durante el verano para estudiantes y recién graduados. En 2017, la empresa participó en el desarrollo e implementación de un nuevo máster en desarrollo de videojuegos en la Universidad Estatal de Novosibirsk, preparando el curso y ayudando con la selección de temas y ponentes. 
Como parte de su programa de apoyo a los estudiantes, la compañía ha celebrado una serie de eventos educativos en colaboración con el Liceo de Novosibirsk n.º 176. Durante el curso 2018/19 se organizaron visitas educativas para familiarizar a los estudiantes de ciencias informáticas con el proceso de creación de juegos.

## Historia
- La compañía se fundó en 1999 por los estudiantes de la Universidad Estatal de Novosibirsk Alexander Lyskovsky y Sergey Zanin. El desarrollo de juegos fue el primer departamento que se abrió, seguido de la sección de edición poco después. Alawar lanzó dos juegos: Puzzle Rally y Bubble Bobble Nostalgie.[1]
- En 2001 se lanzó Magic Ball, un juego en 3D estilo Arkanoid desarrollado por el estudio Dream Dale, en Irkutsk. El juego demostró ser muy popular, y Alawar comenzó a crecer rápidamente. Magic Ball se tradujo a varios idiomas y se llevó a PlayStation y iOS. Más tarde, Alawar lanzaría varias secuelas del juego.
- Alawar comenzó el desarrollo de su propia plataforma de distribución en 2003. La compañía comenzó trabajando con juegos shareware para el mercado casual.
- En 2006, Alawar se convirtió en una de las primeras compañías Rusas en aceptar pagos por SMS.
- En 2008 se lanzaron los primeros juegos de las franquicias ++ y The Treasures of Montezuma. Al final de 2008, Alawar contaba con cuatro estudios: Dream Dale, Stargaze, Five-BN and Friday’s Games. Además, colaboraba con Mail.ru, Rambler, y Euroset.ru.
- En 2009, la compañía comenzó a desarrollar juegos para dispositivos móviles, consolas y redes sociales. Los juegos se promocionaban mediante la App Store, Google Play, la PlayStation Network y otros servicios importantes. En agosto de 2009, Alawar y Oleg Kuvaev firmaron un acuerdo de cooperación, por el cual Alawar tendría los derechos exclusivos en cuanto a juegos para la marca Masyanya™[2] hasta 2014.
- En 2010, Alawar lanzó alrededor de 15 proyectos para iPhone e iPad. The Treasures of Montezuma llegó a alcanzar el segundo puesto en la lista de juegos para iPad y a estar dentro del top 20 de los juegos más jugados en Estados Unidos.
- En 2011, Alawar expandió la producción y comenzó a centrarse en la edición de juegos multiplataforma en PC, Mac, iOS, Android y PSP Minis. Ese mismo año marcó el inicio de una serie de proyectos en el Parque Tecnológico de Novosibirsk Akademgorodok, centrados en educar a quien estuviese interesado en cómo crear un estudio de videojuegos y en prestar asesoramiento de la mano de desarrolladores experimentados.
- En 2012, Alawar comenzó el desarrollo de varios proyectos free to play, y, durante el mismo año, lanzó The Treasures of Montezuma Blitz para PS Vita. Con este lanzamiento, Alawar se convertiría en la primera editora de terceros en lanzar un juego de forma gratuita y con microtransacciones en una consola de Sony.
- En 2015, Alawar comenzó el desarrollo de juegos mid-core para lanzarse en Steam.
- En 2016 se publicó Beholder, un juego que simulaba la vida en estado totalitario. Durante ese mismo año, Beholder ganó el premio a la excelencia en diseño de videojuegos y el premio al mejor juego independiente en la conferencia DevGAMM en Minsk.
- También en 2016, uno de los equipos internos de desarrollo comenzó a trabajar en nuevos proyectos usando la realidad virtual y sus propias soluciones software. Se lanzó Sammy, un juego de terror de realidad virtual que llegó a estar en el top 3 de juegos más descargados en todo el mundo y se incluyó en la lista de mejores juegos de realidad virtual.
- En 2017 se lanzó Distrust, una aventura estratégica y de supervivencia ambientada en una estación del Ártico donde ocurren sucesos misteriosos. También se lanzó el contenido descargable "The Blissful Sleep" para Beholder, que cumplía la función de precuela del juego principal. Además, el DLC incluía muchos de los personajes de la campaña original.
- En 2018, Alawar y los desarrolladores españoles Fictiorama Studios (Dead Synchronicity) lanzaron uno de sus mayores proyectos: Do Not Feed The Monkeys. El juego, denominado como un "simulador digital de voyerismo", imita el estilo pixelado y rudimentario de los juegos de los 90.
- Ese mismo año se lanzó I am not a Monster, un juego de estrategia por turnos de estilo retro ambientado en un mundo de ciencia ficción. El juego consiguió popularidad muy rápidamente y cosechó reseñas positivas en Steam.
- Beholder 2 se lanzó en diciembre de 2018. Aunque comparte el mismo universo que el juego original, no se trata de una continuación directa de la historia.
- En 2019, Alawar desarrolló y editó el battle royale free to play Watchers, así como Space Robinson, un juego de acción intensa con elementos roguelike.
- Alawar lanza alrededor de dos o tres proyectos mid-core al año. Una vez que se lanzaron en Steam, los juegos se llevaron y distribuyeron a otras plataformas y canales.

## Sectores de actividad

### Desarrollo
Alawar lleva en el mercado del desarrollo de videojuegos desde 1999. 
- Juegos mid-core. Estos juegos son más sofisticados, profundos y sesudos que los clásicos juegos casual, pero no tienen la escala de los títulos triple A. Los juegos mid-core suelen estar dirigidos a jugadores más experimentados. Alawar lanza alrededor de 2 o 3 proyectos mid-core al año. Los proyectos principales incluyen Beholder y Distrust.

- Juegos casual para PC y MacBook. Este es el campo de desarrollo más antiguo de Alawar La compañía ha lanzado más de 500 proyectos en toda clase de géneros, como gestión del tiempo, aventuras de objetos ocultos y conecta 3. Los juegos casual de Alawar están disponibles para Windows y Mac OS (con más de 70 juegos disponibles en la Mac App Store). Los proyectos principales incluyen The Treasures of Montezuma, Farm Frenzy, The House of the 1000 Doors, y muchos más. Alawar colabora en estos proyectos con BigFishGames, GameHouse, WildTangent, iWin y otros portales dedicados a los juegos casual.

- Juegos móviles. Desde 2009, Alawar lleva sus juegos a distintas plataformas móviles, como iOS, Android, Windows Mobile y muchas más. La compañía también lanzó juegos free to play originales para dispositivos móviles, como ShakeSpears!, Montezuma Blitz o Farm Frenzy: New Adventures y licenciados, como Heroes War.

- Juegos de consola. Alawar se dedica a llevar a consolas (PlayStation, Nintendo Switch, Xbox) y otros sistemas operativos (iOS, Android) sus juegos mid-core y casual desde 2010.

- Juegos experimentales (VR). El equipo de desarrollo interno de Alawar desarrolla proyectos para Samsung Gear VR, Google Daydream y Google Cardboard. Sammy, lanzado en 2017, fue el primer juego de realidad virtual del estudio, llegó a estar en el top 3 de juegos más descargados en todo el mundo y se incluyó en la lista de mejores juegos de realidad virtual. En 2020, la actividad de la compañía en juegos de realidad virtual está en pausa.

### Edición
Alawar trabaja como editora desde 1999. La parte editorial de la empresa colabora con los estudios de desarrollo y demás empresas para producir juegos mid-core para distintas plataformas,  compartir experiencias a la hora de desarrollar juegos y lanzar nuevos proyectos. En la actualidad, Alawar colabora con más de 30 compañías desarrolladoras distintas. Ha editado más de 500 juegos, incluidos títulos superventas como Do Not Feed The Monkeys, Space Robinson, y I am Not a Monster. 
La compañía colabora desarrolladores independientes, normalmente radicados en Rusia y Europa del Este. En la actualidad, Alawar colabora con más de 30 compañías desarrolladoras distintas. Ha lanzado más de 500 juegos. 

### Distribución
Alawar cuenta con una red de distribución de contenido casual en Rusia y los países de la Comunidad de Estados Independientes mediante la página Alawar.ru y su programa de afiliados, que cuenta con más de 5000 socios, como Mail.ru, Rambler.ru y muchos más. Desde 2004, se han vendido a través de la plataforma más de mil millones de juegos, con una cuota de más de 16 millones de usuarios activos al mes. 
Alawar participa de forma activa en conferencias de la industria del videojuego, como: GDC, CasualConnect, GameConnection, Gamescom, White Nights, DevGAMM y muchas más.

## Premios y logros
- 2008 – Farm Frenzy fue nombrado como mejor juego casual en la Game Developers Conference de 2008[3]
- 2008 – Farm Frenzy fue nombrado como el mejor software familiar de 2008 por Disney Family y recibió el premio iParenting Media Award
- 2008 – Alawar ganó el premio Runet de 2008,[4] el premio nacional de la Federación Rusa por sus contribuciones al desarrollo del sector de internet en Rusia
- 2009 – Alawar.ru fue votada como una de las tres mejores páginas en la categoría "Página del año" en los Russian Entertainment Award de 2009
- 2010 – The Treasures of Montezuma para iOS entró en el top 2 de los mejores juegos para iPad y los 20 mejores para iPhone en Estados Unidos
- 2012 – Alawar entra en el puesto 24 de la lista Forbes[5] de las 30 compañías Rusas dedicadas a internet
- 2012 – Alawar es nombrada como mejor editora en la Game Developers Conference
- 2012 – The Treasures of Montezuma es nombrado como el mejor proyecto casual en la Game Developers Conference de Moscú[6]
- 2013 – Alawar entra en el puesto 62 de la lista de HeadHunter de los mayores 100 empleadores Rusos
- 2016 – Beholder[7] consigue el premio a la excelencia en diseño de videojuegos y el premio al mejor juego independiente en la DevGamm Independent Games Conference
- 2016 – Alawar gana el premio a la mejor presentación en la Game Developers Conference de San Francisco
- 2017 – Beholder consigue el premio al juego más original, al más creativo y al mejor juego en la Game Connection America Conference
- 2017 – Beholder fue nombrado como uno de los 8 vencedores en la categoría Best in Play durante la Game Developers Conference
- 2017 – Alawar se convierte en el patrocinador oficial de la Siberia Game Dev Weekend Conference
- 2017 – Do Not Feed The Monkeys recibe diversos premios: Mejor narrativa (DevGamm Conference, Minsk[8]), Más innovador (3DWire, Segovia), Mejor juego independiente (FEFFS, Estrasburgo), el DevGamm Choice (Get It! Conference, Odessa) y el Media Choice (Indiecade Europe, París)
- 2019 – Do Not Feed The Monkeys[9] es uno de los finalistas en los Independent Games Festival (IGF) en varias categorías: Juego más innovador, Mejor diseño y el Gran Premio.

## Enlaces
- Página corporativa de Alawar
- Tienda oficial
- Alawar en Twitter

- Datos: Q4033676